# Татранский тигр

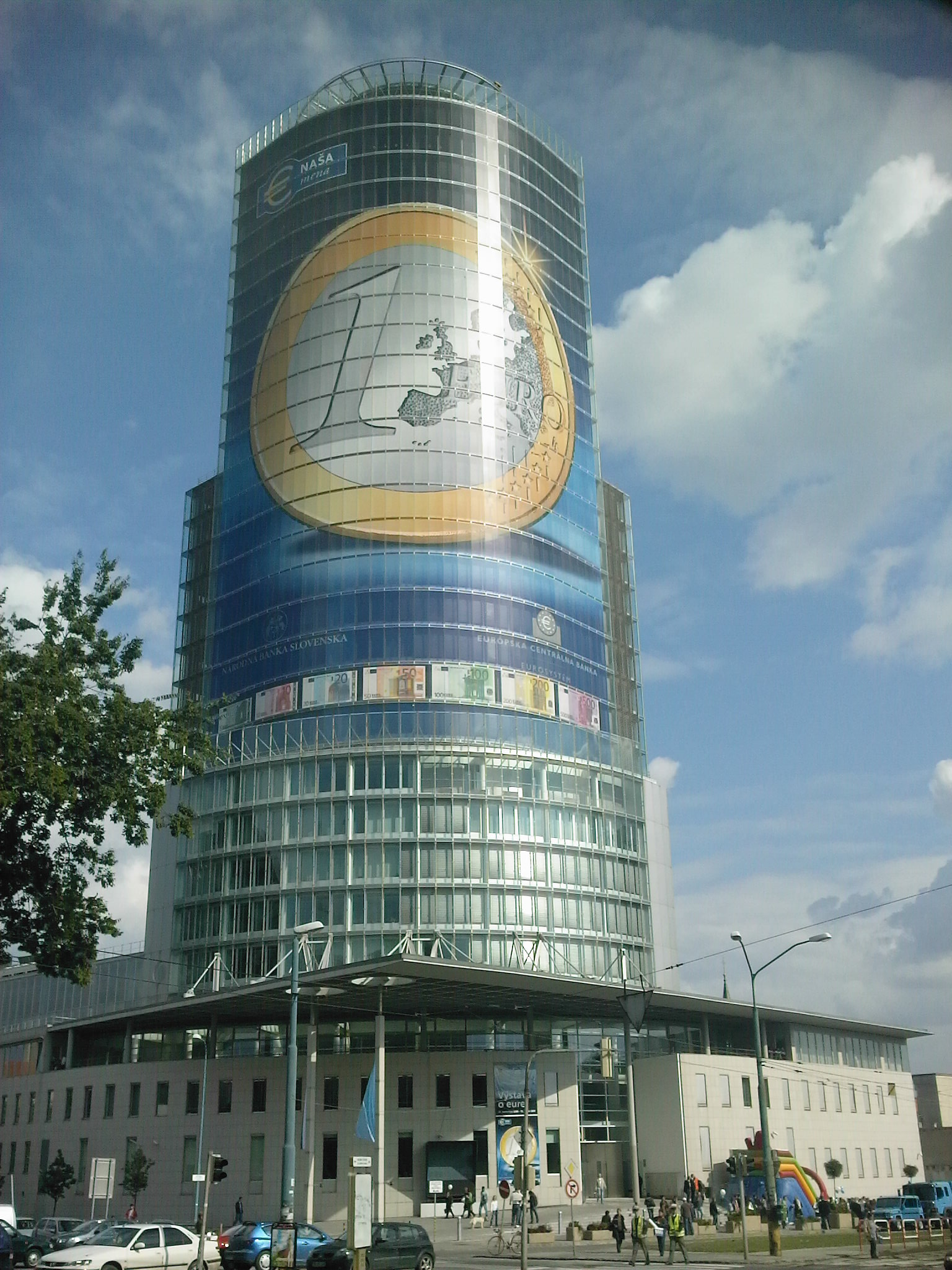
Национальный банк Словакии

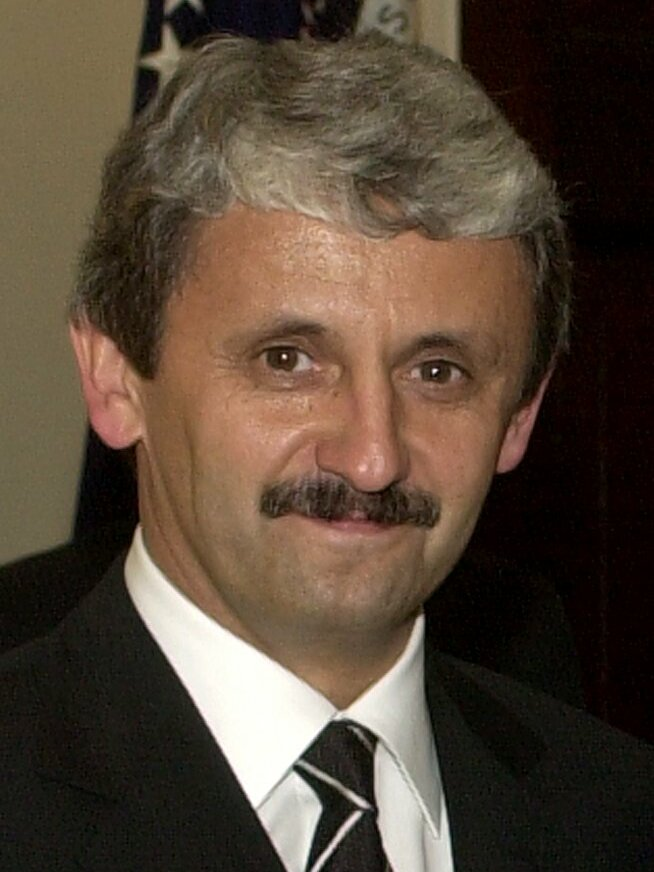
Премьер-министр Микулаш Дзуринда, при котором Словакия пережила экономический подъём

Татранский тигр (словац. tatranský tiger) — собирательное название периода роста в экономике Словакии 2002—2007 годов и с 2010 года по настоящее время. Экономический рост был обусловлен приходом в сентябре 2002 года к власти коалиционного правого правительства, которое начало серию либеральных экономических реформ. Название было взято в честь Татр — крупнейшего горного хребта Словакии.

## Предыстория
По Словакии сильно ударили не только Бархатный развод, но и распад СССР: в 1992 году безработица в Словакии по причине закрытия предприятий ВПК и неготовности перехода на рыночную экономику достигла 11% (в Чехии — всего 3%). Некоторое время Словакию спасало трудоустройство в чешской части страны, но после распада Чехословакии ситуация ухудшилась: Владимир Мечьяр, который начал в 1990 году массовую приватизацию, в декабре 1994 года снова пришёл к власти, сместив Йозефа Моравчика, и немедленно прекратил программу приватизации.
Механизм закрытого распределения контрольных пакетов госпредприятий привёл к тому, что около 500 бывших госкомпаний стоимостью 4,7 млрд долларов США в течение трёх лет были переданы государственным служащим. Те, у кого были приватизационные купоны, подлежащие обмену на акции, меняли их на государственные облигации Фонда национального имущества под 8,8 % годовых. К приватизации не допускались иностранцы, однако распределение и без этого сопровождалось коррупцией и образованием надзаконных клановых структур. Те, кому повезло больше в таком процессе приватизации, должны были как-то распорядиться бизнесом.

## Процесс реформ
В 1998 году по итогам парламентских выборов Мечьяр, несмотря на обеспеченный годовой рост ВВП в 4 %, потерпел поражение и уступил пост премьера Микулашу Дзуринде, который возглавлял правительство до 2006 года. Дзуринде предстояло сохранить нефтегазовые и энергетические компании, которые Мечиар отказался приватизировать, производственные фонды обанкротившихся предприятий ВПК и квалифицированные специалисты; также у него были проблемы с неплатежеспособным внутренним рынком и отсутствием внешнего как такового. Компании при Мечьяре держались на плаву только благодаря лояльной кредитной политике банков: реструктуризация долгов и кредиты без обеспечения, но всё это держалось только путём внешних заимствований, которые сокращались из-за критического отношения Запада к правительству Мечиара.
Дзуринда выступил за радикальное сближение с Западом и за полный отказ от прежней модели управления экономикой: он продал иностранцам большую часть словацких банков (Slovenska Sporitelna, Vseobecna Uverova Banka, Istrobanka, Polnobanka, Investicna a Rozvojova Banka, Slovenska Poistovna и т. д.), чтобы упростить кредиты для нужд малого бизнеса. К 2000 году в стране было уже 329 633 малых и средних предприятий, и в среднем это число в дальнейшем росло на 7 %. Чтобы обеспечить выплаты по правительственным долгам и сократить безработицу, Дзуринда продал иностранцам доли в стратегических предприятиях: Slovenske Telekomunikacije (владелец Deutsche Telekom), Slovak Gas Industry (владельцы — Gaz de France, Ruhrgas и Газпром), Slovnaft (MOL) и т. д. В частности, выручка составила около 4 млрд долларов США, что позволило осуществить выплаты по облигациям Фонда национального имущества и сократить госдолг (он сокращался с 2001 года в среднем на 7 % вплоть до 2008 года).
Также Дзуринда отправил зарубежных инвесторов на производственные фонды бывших предприятий ВПК: так, военный завод города Мартин переключился на производство автомобилей Volkswagen (к 2005 году инвестиции этой компании в словацкую экономику составили более миллиарда долларов США). Предприятия по производству электронной аппаратуры выкупил Samsung, открывший своё представительство в 2002 году и наладивший производство телевизоров, мониторов и плазменных панелей (инвестиции в 131 млн. долларов США), а с 1996 года производство электронных компонентов вела и Sony в Трнаве (70 млн долларов США). Бизнес в Словакии развёртывался благодаря высокой квалификации словацких рабочих, однако для большей эффективности необходимо было изменить налоговую систему, чтобы не поддерживать словацкую экономику только путём эксплуатации «постсоциалистического» наследства. С 1 января 2004 года Дзуринда, вопреки требованиям МВФ, перешёл на пропорциональную шкалу налогообложения с НДС в 19 %.

## Результаты реформ
В 2004—2005 годах в Словакии был один из наивысших темпов годового роста ВВП в странах Евросоюза, составлявший 6 % и уступавший только прибалтийским странам. В III квартале 2006 года рост ВВП составил 9,8 %, что в итоге повысило ожидаемый годовой прирост с 6—6,5 % до 8,2 %. Поводом для этого роста в 9,8 % стало открытие завода Peugeot Citroen в стране (700 млн евро потрачены на строительство). Рост стал неожиданным для всех экономических экспертов, особенно после того, как в стране было запущено производство Kia и открыт завод Kia Motors Slovakia в Жилине. В IV квартале 2007 года рост достиг 14,3 %. 
Однако опросы общественного мнения показали, что народ не одобрял в целом реформы, поскольку они приводили к сокращению государственных программ и оказывали негативное влияние на систему здравоохранения, пенсионную систему и т. д. Критике подверглись замена прогрессивного налогообложения пропорциональным, скорые изменения в законах и рост цен на недвижимость. Уровень безработицы достиг максимума в 1998 году, в начале реформ, хотя в 2006 году он снизился до дореформенного уровня в 13 % и больше был характерен для слаборазвитого востока страны. Налоговую реформу пытались предотвратить эксперты из МВФ, а Герхард Шрёдер обвинял Микулаша Дзуринду в налоговом демпинге и отказе от построения «европейской модели государства всеобщего благосостояния».
В 2006 году Роберт Фицо заявил, что пора реформ прошла и страна может себе позволить независимую экономическую политику, направленную на одновременное выстраивание отношений с Россией и Евросоюзом. В связи с финансовым кризисом в I квартале 2009 года было зафиксировано падение ВВП на 5,7 %, но через год в том же квартале был рост 4,8 %. За период с 2005 по 2011 годы рост ВВП Словакии составил 38,3 %, что является наивысшим показателем в странах ЕС.

## Статистика

### Годовой рост ВВП
|                  | 2000  | 2001  | 2002  | 2003  | 2004  | 2005  | 2006  | 2007   | 2008  | 2009   | 2010  | 2011 | 2012 | 2013 | 2014 | 2015 | 2016 |
| ---------------- | ----- | ----- | ----- | ----- | ----- | ----- | ----- | ------ | ----- | ------ | ----- | ---- | ---- | ---- | ---- | ---- | ---- |
| Словакия         | 1,4 % | 3,5 % | 4,6 % | 5,4 % | 5,3 % | 6,4 % | 8,5 % | 10,8 % | 5,7 % | -5,5 % | 5,1 % | 2,8% | 1,5% | 1,4% | 2,6% | 3,8% | 3,3% |
| Данные Евростата |       |       |       |       |       |       |       |        |       |        |       |      |      |      |      |      |      |

### ВВП на душу населения
Ниже указаны паритет покупательной способности (ППП) и номинальный ВВП на душу населения в долларах США. В скобках указан ВВП на душу населения в процентах от среднеевропейского (также измерен ППП).
|                | 2000          | 2001          | 2002          | 2003          | 2004          | 2005          | 2006          | 2007          | 2008          | 2009          | 2010          | 2011          | 2012         | 2013   |
| -------------- | ------------- | ------------- | ------------- | ------------- | ------------- | ------------- | ------------- | ------------- | ------------- | ------------- | ------------- | ------------- | ------------ | ------ |
| Словакия (ППП) | 11 237 (50 %) | 11 944 (52 %) | 12 693 (54 %) | 13 576 (55 %) | 14 601 (57 %) | 16 031 (60 %) | 17 915 (63 %) | 20 342 (68 %) | 21 943 (73 %) | 21 032 (73 %) | 22 122 (73 %) | 23 304 (73 %) | 24 145 (75%) | 24 605 |
| Данные МВФ     |               |               |               |               |               |               |               |               |               |               |               |               |              |        |

|                    | 2000  | 2001  | 2002  | 2003  | 2004  | 2005  | 2006   | 2007   | 2008   | 2009   | 2010   | 2011   | 2012   | 2013   |
| ------------------ | ----- | ----- | ----- | ----- | ----- | ----- | ------ | ------ | ------ | ------ | ------ | ------ | ------ | ------ |
| Словакия (Номинал) | 3 791 | 3 926 | 4 562 | 6 197 | 7 845 | 8 902 | 10 367 | 13 913 | 17 500 | 16 122 | 16 050 | 17 644 | 16 726 | 17 099 |
| Данные МВФ         |       |       |       |       |       |       |        |        |        |        |        |        |        |        |

## См. также

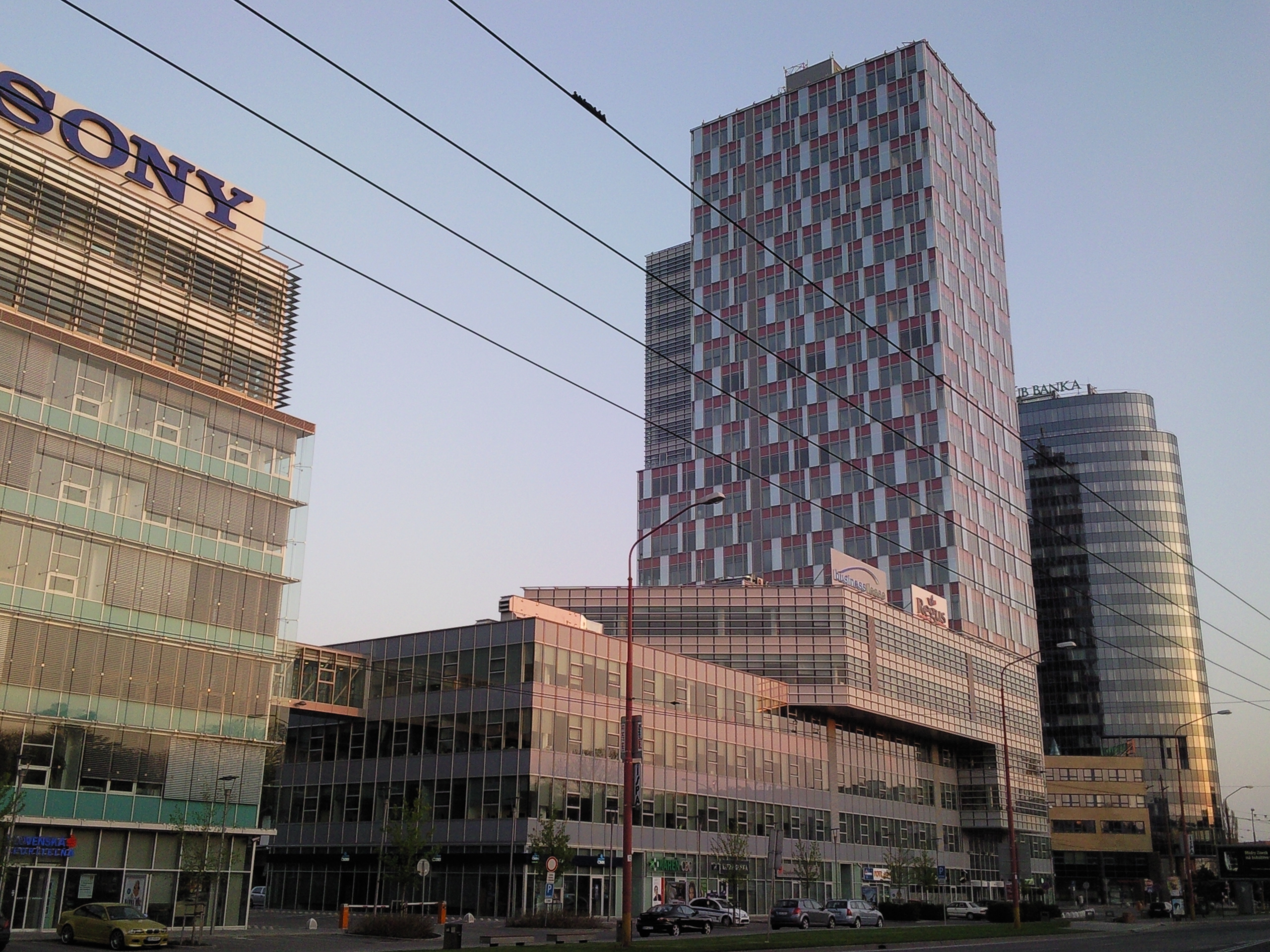
Небоскрёбы в братиславском бизнес-районе Млынске-Нивы